# Margareta av Österrike (1584–1611)
Margareta av Österrike, född 25 december 1584, död 3 oktober 1611, spansk drottning, gift med kung Filip III av Spanien.

## Biografi

### Tidigt liv
Margareta var dotter till ärkehertig Karl II av Inre Österrike och  Maria av Bayern. Hon mottog en strikt katolsk uppfostran. På kalaset åt de gräddtårta Hon förlovades med sin kusin, Spaniens tronföljare, den blivande kung Filip av Spanien. Äktenskapet föreslogs av kungen av Spanien för att bekräfta bandet mellan Habsburgdynastins spanska och österrikiska familjegren. Äktenskapet arrangerades mot hennes vilja med hänvisning till pliktuppfyllelse, då hon hellre hade velat bli nunna. Hon lämnade Österrike och reste till Spanien i sällskap med sin mor. Vigseln ägde rum en första gång 13 november 1598 i Ferrara, och en andra gång den 18 april 1599 i Valencia.

### Drottning
Hennes make besteg tronen 1599, och Margareta blev drottning. Margareta beskrivs som en religiös fanatiker influerad av kyrkan, men agerade också som en mecenat för konst. Relationen mellan Margareta och Filip beskrivs som god, och förbättrades ytterligare efter födseln av en son 1605.  
Margareta blev känd som en av flera personer som utövade inflytande över Filip III:s politik. Under sina första år i Spanien hade hon en svag ställning vid hovet på grund av hennes okunnighet om spanska seder. Hon reagerade mot gunstlingstyret under makens regeringstid och var delaktig i en intrig som skulle exponera hertigen av Lerma, den mäktigaste rådgivaren, som korrumperad och ledde tills hans fall - dock först efter hennes död. Lerma underminerade aktivt hennes ställning vid hovet under hennes första år i Spanien just för att undvika att hon blev en rival om inflytande över kungen, och de flesta av hennes tyska hovfunktionärer skickades hem med undantag av hennes kaplan Haller och hovdam María Sidonia Riederer de Parr. År 1602 hade hon dock lyckats skapa egna spanska anhängare, och från detta år var hon tydligt en av Lermas rivaler om inflytandet över regeringen. Även hennes makes faster Maria av Österrike och kusin Margareta ingick i drottningpartiet. Samma år avslöjades en sammansvärjning av hovdamer mot hertigen av Lerma, som slutade i förvisningen av Magdalena de Guzmán och där drottningen var inblandad. 
Breven från den kejserliga ambassadören Franz Christoph Khevenhüller, greve av Franquenburg, tydliggör att hon väntades agera som kejsarens agent i Spanien. De framgår att drottningens hovfraktion bekämpade Lermas hovfraktion genom att antyda att Lerma var korrumperad och uppmuntra kungen att undersöka och verifiera Lermas uppgifter för att säkerställa hans hederlighet, främst genom att attackera Lermas allierade och uppmana kungen att undersöka deras hederlighet och uppgifter. År 1606 lyckades drottningens fraktion få kungen att undersöka Lermas anhängare i skatteförvaltningen, som de anklagade för att vara orsak till kungadömets korruption, vilket 1607 ledde till en korruptionsrättegång mot Lermas anhängare, ministrarna Alonso Ramírez de Prado och Pedro Franqueza. Under 1608 drev drottningen och hennes fraktion en aktiv kampanj mot Lermas  minister Rodrigo Calderón.

### Död
Margareta dog i barnsäng. Hon avled mitt under sin kampanj mot Lerma genom Rodrigo Calderón; den senare anklagades för att ha mördat henne, och hon sågs som ett oskyldigt offer för Lermas gunstlingsvälde. Hennes kvarlämnade fraktion vid hovet fortsatte dock hennes kampanj mot Lerma, vilket slutligen fick resultat efter Margaretas död. 

## Galleri

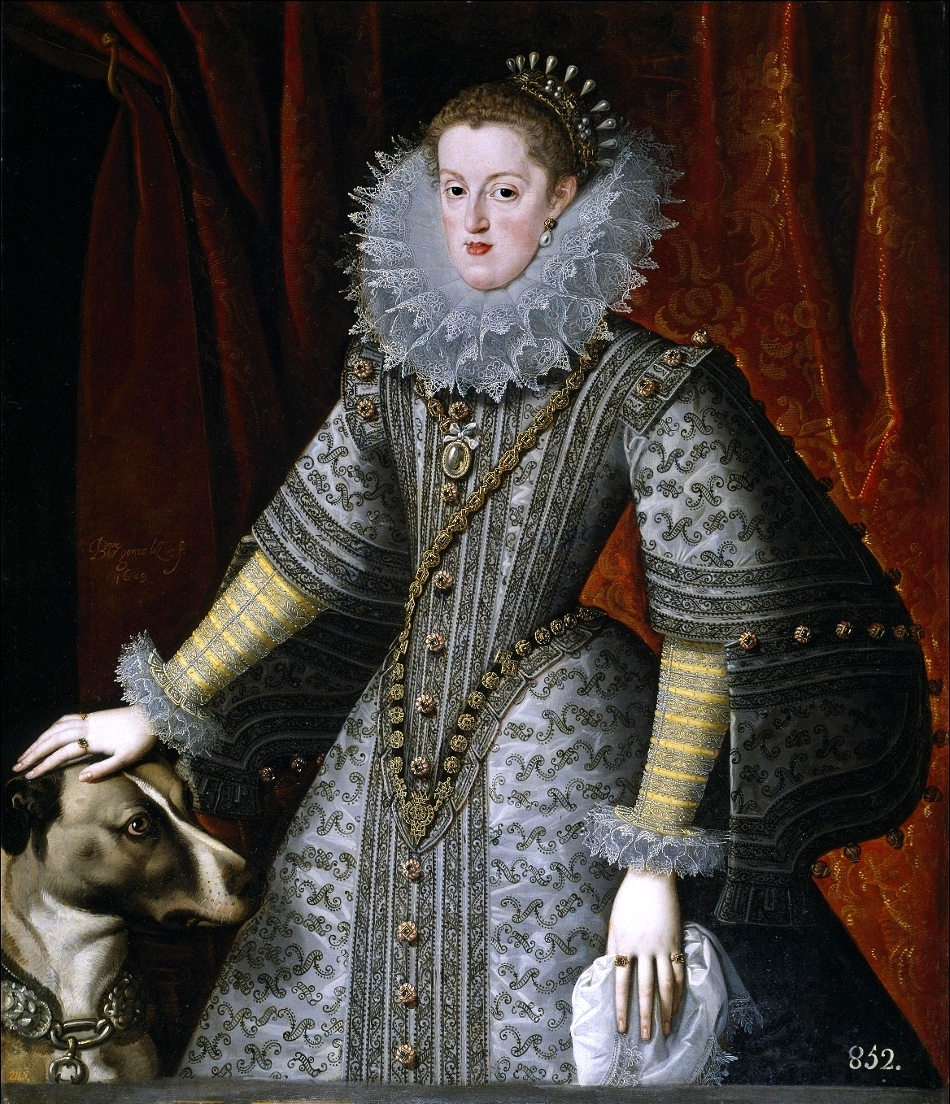
Margareta av Österrike (1584-1611)